# Jean Guillaume Locré de Roissy
Jean Guillaume Locré de Roissy, nacido el 20 de marzo de 1758 en Leipzig (entonces en el electorado de Sajonia) y muerto en diciembre de 1840 en Mantes, fue un jurisconsulto francés, secretario general del Consejo de Estado dependiente del Consulado, el Imperio y los Cien Días y participó en la redacción del Código Civil. Napoleón lo hizo barón del Imperio.

## Biografía
Provenía de una antigua familia de comerciantes de mercería; su padre, Jean-Baptiste Locré de Roissy, fue el fundador de la Maison Locré y de la Manufacture de La Courtille. Su nacimiento en Leipzig se debe a la importante feria que tenía lugar en esta ciudad desde la Edad Media.

### Estudios y comienzos profesionales
De regreso a Francia con su padre, estudió derecho en París. A los veintisiete años fue admitido como abogado y en 1787 entró en la lista de abogados del Parlamento de París. En el momento de la Revolución Francesa poseía una numerosa clientela.

### Los inicios de la Revolución
Al comienzo de la Revolución, en 1790, se convirtió en el primero de los doce electores de la sección de Bondy. Elegido juez de paz, inauguró su tribunal en el mes de enero de 1791.
En 1791, Jean Guillaume Locré se casó con la segunda hija del marqués Villain de Quincy, Christine Élisabeth.
Al año siguiente, con cuatro colegas (Menjaud, Buob, Bosquillon y Fayel), fue a las Tullerías para instruir a los autores de los hechos del día 20 de junio de 1792. Con ellos, se reunió con el rey para asesorarlo sobre los medios para protegerlo de su pérdida frente a grandes disturbios.
Como resultado de su devoción al rey, tres de sus colegas fueron asesinados y el cuarto fue llevado al cadalso. Locré escapó a este destino retirándose a Joigny en el Yonne. Regresó a París dos años después, encargado por los habitantes de la ciudad de una misión ante la Convención.
Fue entonces cuando Merlín y Cambacérès, elegidos por sus colegas para clasificar las leyes decretadas hasta ese momento (1794), propusieron a Locré que se pusiera al frente de esta labor, como Secretario General del Comité Legislativo de la Convención. Locré señaló que, antes de recopilar las leyes, debían completarse y armonizarse. Un segundo decreto otorgó esa atribución a la comisión: Locré redactó entonces un ingenioso plan que la Comisión de Seguridad Pública hizo escribir a mano, enmarcarlo y colocarlo en el salón de sesiones .
Sin embargo, una carta de sentimiento religioso escrita por Locré y encontrada en los papeles de Quatremère, llegó al Comité de Seguridad Pública; fue arrestado el 22 de junio de 1794, pero, gracias al testimonio de Cambaceres, recuperó inmediatamente la libertad.

### El Directorio, el Consulado y el Imperio

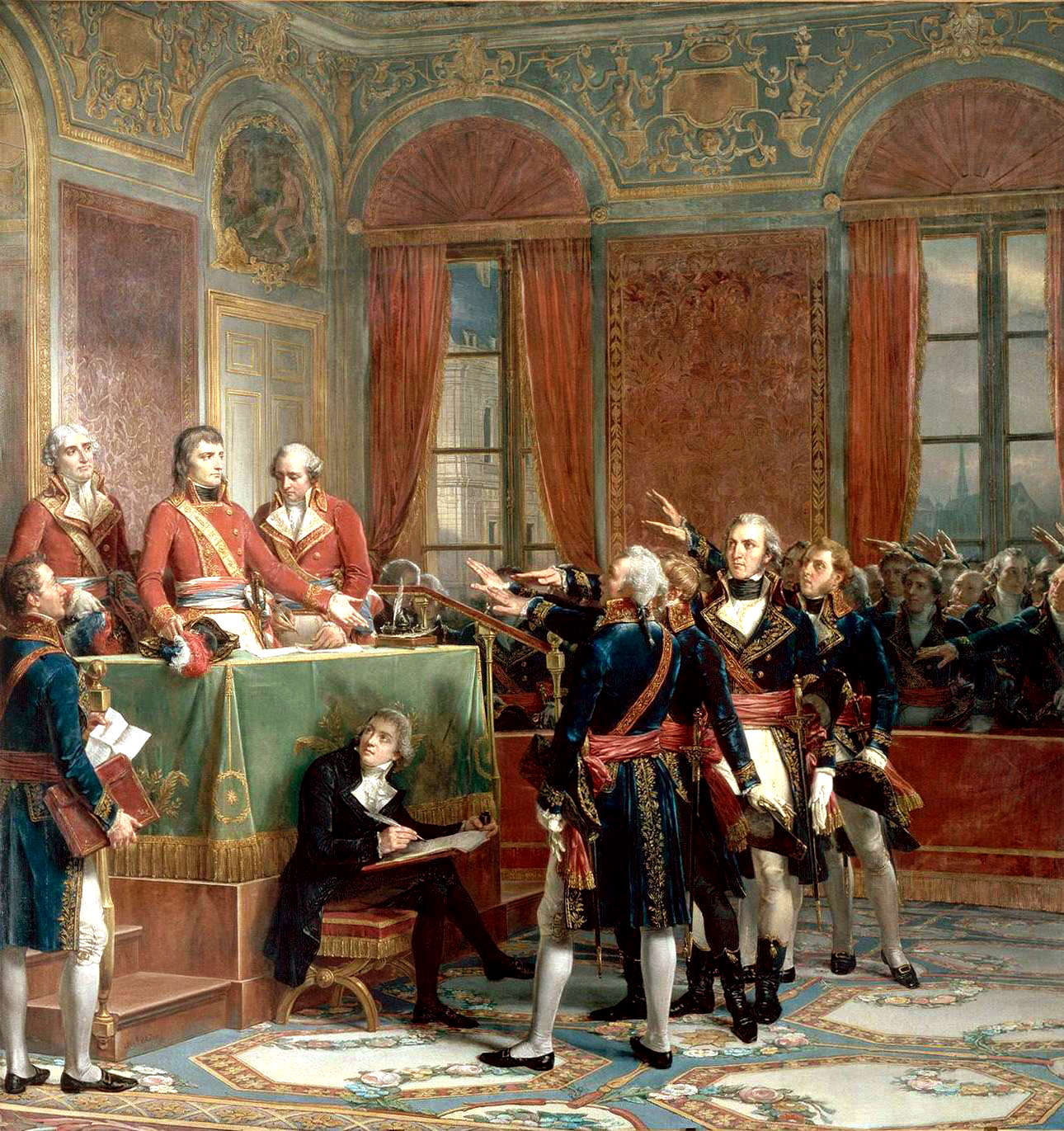
Apertura del Consejo de Estado.

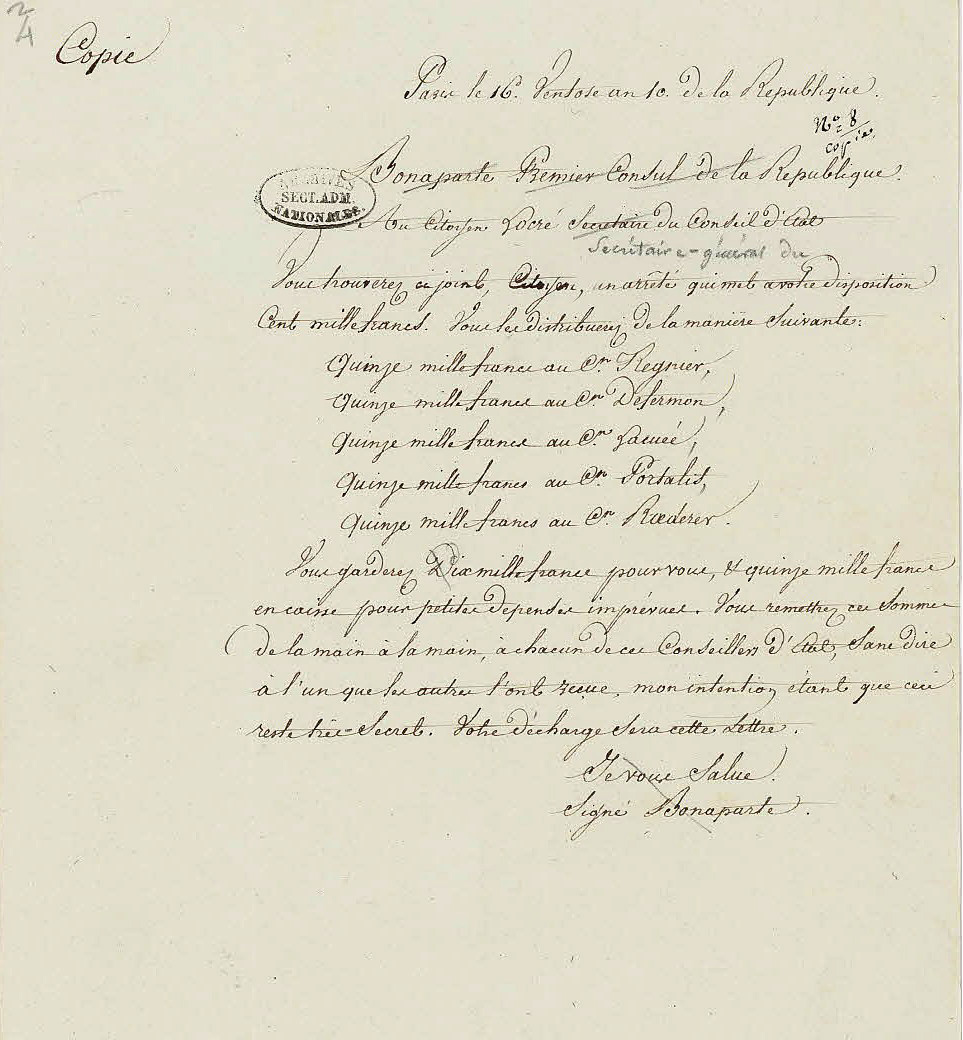
Original de una carta de Napoleón a Jean-Guillaume Locré, pidiéndole que distribuyera muy discretamente una suma de 100.000 francos entre cinco Consejeros de Estado, París, 7 de marzo de 1802. Archivos Nacionales.

En 1795, cuando llegó el Directorio, Locré fue nombrado secrétaire-rédacteur del Consejo de Ancianos. Desde ese momento hasta 1799, Locré fue uno de los dos redactores del Consejo de Ancianos.
Tras el golpe de Estado del 18 fructidor año V, fue nombrado secretario del Consejo de Estado, el 24 de diciembre de 1799. Permaneció adscrito al Consejo de Estado, con el título de Secretario General del Consulado, bajo el Imperio y los Cien Días. Cuando Napoleón presidía el Consejo de Estado, el Archicanciller Cambacérès se sentaba a la derecha, el Architesorero Lebrun a su izquierda y, frente a Cambacérès, Locré redactaba las actas de todas las deliberaciones. Como único responsable de la redacción de las actas de las reuniones, Locré gozó de la confianza personal del primer cónsul y luego del Emperador y participó en todas las discusiones que elaboraron los distintos códigos. Fue nombrado oficial de la Legión de Honor.
El 6 de mayo de 1813, fue nombrado barón del Imperio por una Petente Real.

### La Restauración y los Cien Días
La primera Restauración recompensó sus largos servicios dejándole sus altas funciones. Dambray, nombrado canciller de Francia, le encargó la redacción del proyecto de reorganización del Consejo de Estado, armonizado con la carta.
Después de los Cien Días, indudablemente se le habría mantenido en su puesto si no hubiera firmado la declaración del Consejo de Estado de 24 de marzo de 1815, acusación formal contra los Borbones, en cuya redacción, como secretario, Locré tuvo una participación importante. Su redacción del acta adicional a las Constituciones del Imperio hizo que, a la finalización de los Cien Días, fuera destituido del Consejo de Estado sin jubilación.
Retomó entonces su profesión de abogado y continuó las grandes obras de jurisprudencia que había iniciado bajo el Imperio. Se dio a conocer bajo la Restauración a través de su labor como jurisconsulto y por algunas consultas académicas, donde informó sobre las sesiones de redacción del Código Civil gracias a sus notas de las sesiones, sobre las que Napoleón declaró: «¡Qué recopilación que aquellas actas las del señor Locré! Ahí se encuentra palabra por palabra todo lo que estoy diciendo».
Aunque el rey Luis Felipe I lo tenía en alta estima, Locré no aceptó ninguna función pública durante ese reinado.
En su matrimonio, el barón Locré tuvo tres hijos: Jeanne Christine Elisabeth, esposa del barón Thieullen, Louise Jeanne Pauline, esposa del Chevalier Préaux Locré, y el barón Pierre Marcel Locré, secretario de sección del Consejo de Estado.
Se retiró en 1832 y murió en Mantes en diciembre de 1840.

## Publicaciones
Entre sus obras figuran:
- Procès-verbaux du Conseil d’État contenant la discussion du projet de Code Civil, 1801-1804
- L’esprit du Code Civil, 1806
- L’esprit du Code de Commerce, 1811-1813
- L’esprit du Code de Procédure Civile, 1815
- La législation civile, commerciale, et criminelle de la France, 1826 y años siguientes, obra mayor de Locré, en 31 volúmenes
- Discussions sur la liberté de la presse, 1819.